# Osibisa
Osibisa ist eine 1969 in London gegründete Musikgruppe. Die drei ghanaischen, drei karibischen und der nigerianische Gründer wollten den afrikanischen Einfluss in der modernen Musik stärken und einem breiten Publikum, vor allem in Europa und Nordamerika, näherbringen.

## Geschichte
Der Name Osibisa wird von den Bandmitgliedern frei aus dem ghanaischen mit criss cross rhythms that explode with happiness übersetzt. Ihre Verbindung von afrikanischen und karibischen Musikelementen mit Rock, Jazz, Latin und Rhythm and Blues ebnete den Weg von anderen Größen wie Bob Marley. Ab Mitte der 1970er Jahre hatten sie sich einen festen Platz als die Pioniere der Weltmusik erobert.
Die Single Music for Gong Gong war Osibisas erster großer Erfolg in den britischen Charts. Auch die Nachfolgesingles Sunshine Day, Dance the Body Music und Coffee Song erreichten die Top 10. Das Album Woyaya stieg bis auf Platz 11 der damaligen LP-Charts.
In den 1980er Jahren war die Band auf ihrem Höhepunkt. 1983 traten sie am dortigen Nationalfeiertag in Simbabwe auf. Auch auf kommerzieller Ebene war die Band in Europa und Amerika ein großer Erfolg. Das Publikumsinteresse an den Konzerten sank jedoch und auch im Managementbereich gab es größere Probleme. Die britischen Plattenfirmen wollten Osibisa auf die damals florierende Discoschiene drängen, doch die Band widersetzte sich erfolgreich. Nach mehrfachem Labelwechsel unterschrieb die Band schließlich bei Bronze Records.
Die Förderung von im Westen unbekannten afrikanischen Künstlern war ein großes Anliegen der Mitglieder von Osibisa. Aus diesem Grund bauten sie Mitte der 1980er Jahre in Ghana ein eigenes Tonstudio und einen Theaterkomplex. Auch ein eigenes Plattenlabel mit dem Namen Flying Elephant wurde gegründet.
In den späten 1980er Jahren wurde die Band in der westlichen Welt kaum mehr wahrgenommen. 1996 formierte Teddy Osei die Band um und tourte mit ihr nun auch wieder in Europa und Nordamerika. Er starb am 14. Januar 2025 im Alter von 87 Jahren.

## Diskografie
- 1971 – Osibisa
- 1971 – Woyaya
- 1972 – Heads
- 1973 – Best of Osibisa
- 1973 – Superfly TNT
- 1973 – Happy Children
- 1974 – Osibirock
- 1975 – Welcome Home
- 1976 – Ojah Awake
- 1977 – Black Magic Night (Live)
- 1980 – Mystic Energy
- 1981 – African Flight
- 1983 – Unleashed
- 1983 – Live at the Marquee
- 1989 – Movements
- 1992 – Ayiko Bia
- 1994 – Celebration: The Best of Osibisa
- 1994 – The very Best of Osibisa
- 1995 – Monsore
- 1997 – Hot Flashback Volume 1
- 1997 – The Best of Osibisa
- 1997 – The Best of Osibisa (2 CDs)
- 1998 – The ultimate Collection
- 1998 – Live at Croperdy
- 2000 – Millenium Collection
- 2000 – Aka Kakra (Akustisch)
- 2003 – African Dawn, African Flight
- 2005 – Blue Black Night (Live) (2 CDs)
- 2009 – Osee Yee

## DVD
- Osibisa – Live (DVD-Plus), 2003, produziert 1983